# مقاطعة هايدو-بيهار
هايدو-بيهار (بالمجرية: Hajdú-Bihar megye) هي مقاطعة إدارية في المجر الشرقية، على الحدود مع رومينيا. تُشارك الحدود مع المقاطعات المجرية سابولتش-ساتمار-بريغ، بورسود-آبائوي-زمبلن، ياس-نادكون-سولنوك, وبكيش. عاصمة مقاطعة هايدو-بيهار هي دبرتسن. هي ومقاطعة بيهور في رومينيا يُكونون منطقة بيهارا الأوروبية.

## جغرافية

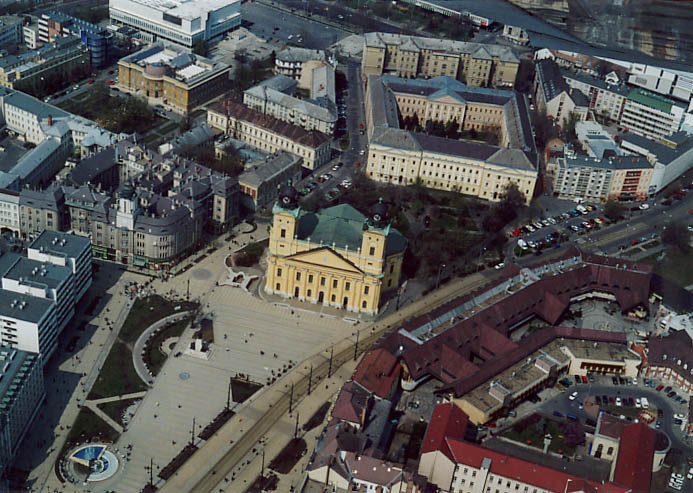
صورة جوية لدبرسن

هذه المنطقة الجغرافية من المقاطعة لا تشكل وحدة، وأنها تشترك ميزات عدة مناطق مجاورة: الشمال الشرقي من التلال الرملية المنتشارة على الحدود مقاطعة نيريغ. الجزء الغربي هو هورتوباد ("بوسطا")، وهي منطقة واسعة مسطحة من البلاد.
مقاطعة هايدو-بيهار تحتل الجزء الشرقي من المجر. مُعضم مساحتها في الوقت الحالي مسطحة تماما وتُشكل جزءا من منطقة سهل بانونيا (يُسمى السهل العظيم في البلاد). أعلى نقطة بالكاد ترتفع أكثر من 170,5 متر في الشمال. ويبدو أن مقاطعة تنحدر إلى جنوب لوقُع أدنى نقطة لهذا الجزء من هايدو-بيهار هناك ويُعادل 85 مترا.
الرياح والأنهار شكلت الأرض لآلاف السنين. أولاً إحتُلت منطقة المجر في الوقت الحاضر من قبل بحر داخلي. ثم بعد بعض حركة في الأرض، ارتفعت قمم جبال الكربات الضخمة من هذا البحر. أنهار الجبال البرية السريعة جعلت البحار الداخلية يختفي ببطء. في وقت لاحق السهل المجري العظيم قد تشكل من رواسب الأنهار والرياح وبدأ في العمل وأصبح الكبير من الصخور أصغر وأصغر مُتحولاً إلى حُبيبات رمل. هذا يُغطي غزيراً سهل هايدو-بيهار وكذلك يجعل السهل يحتوي على تربة الخصبة.
هناك نهرين كبيرين في المنطقة يُدعون تيسا وكوروش. منطقة هورتوباد قد تشكلت من الأولى. كانت منطقة فيضان نهر تيسا، ولكن بعد التحكم بالنهر أصبحت جافة، مما أدى إلى وجود الحيوانات الخاصة.

## التاريخ
تم إنشاء مقاطعة هايدو-بيهار بعد الحرب العالمية الثانية من المقاطعات هايدو وبيهار في عام 1938.